# Dirk Jan de Geer
Dirk Jan de Geer, född 14 december 1870 i Groningen, död 28 november 1960 i Soest, var en konservativ nederländsk politiker. Han var premiärminister i Nederländerna 1926–1929 och 1939–1940.
de Geer blev juris doktor i Utrecht 1895. Han var borgmästare i Arnhem 1907–1922 och medlem av generalstaternas andra kammare som representant för det kristligt-historiska partiet. År 1922 inträdde han som finansminister i Charles Ruijs de Beerenbroucks ministär men avgick i augusti 1923 på grund av meningsskiljaktigheter rörande ett flottanslag. Augusti-november 1925 var han inrikesminister och jordbruksminister i Hendrikus Colijns ministär. 4 mars 1926 trädde han i spetsen för en expeditionsministär, inom vilken han även övertog finansministerposten. Regeringen satt till augusti 1929, då den avlöstes av Beerenbroucks, i vilken de Geer ingick som finansminister. Han misslyckades 1940 med ett försök att förhandla fram ett fredsavtal mellan Tyskland och Storbritannien. Efter den tyska ockupationen följde han först drottning Vilhelmina i exil, men återvände snart. Efter kriget fråntogs han flera utmärkelser, exempelvis hederstiteln statsminister.